# شارلوت رمپلینگ
تسا شارلوت رمپلینگ (به انگلیسی: Tessa Charlotte Rampling) OBE (زاده ۵ فوریه ۱۹۴۶) بازیگر، مدل و خواننده انگلیسی است که برای کارهایش در فیلم‌های هنری اروپایی به زبان‌های انگلیسی، فرانسوی و ایتالیایی شناخته شده‌است. به عنوان نمادی از دهه شصتی‌های موزون او کار خود را به عنوان یک مدل شروع کرد و بعدها به یک نماد مد و الهه شعر و موسیقی تبدیل شد.
او در نقش مردیت در فیلم جورجی دختر (۱۹۶۶) ظاهر شد که شامل ستاره‌های دیگری از جمله لین ردگریو بود. او به زودی شروع به ساخت فیلم‌های هنری فرانسوی و ایتالیایی کرد که از مشهورترین آنها می‌توان به غروب خدایان (۱۹۶۹) از لوچینو ویسکونتی و هتلبان شب (۱۹۷۴) از لیلیانا کاوانی اشاره کرد. در ادامه وی همچنین ستاره فیلم‌های زاردوز (۱۹۷۴)، بدرود خوشگل من (۱۹۷۵)، خاطرات استارداست (۱۹۸۰) از وودی الن، حکم (۱۹۸۲) از پل نیومن و بال‌های کبوتر (۱۹۹۷)، بندتا (۲۰۲۱) بود. در سال ۲۰۰۲ او یک آلبوم ضبط شده در سبک کاباره با عنوان «به عنوان یک زن» منتشر کرد.

## بخشی از فیلم‌شناسی

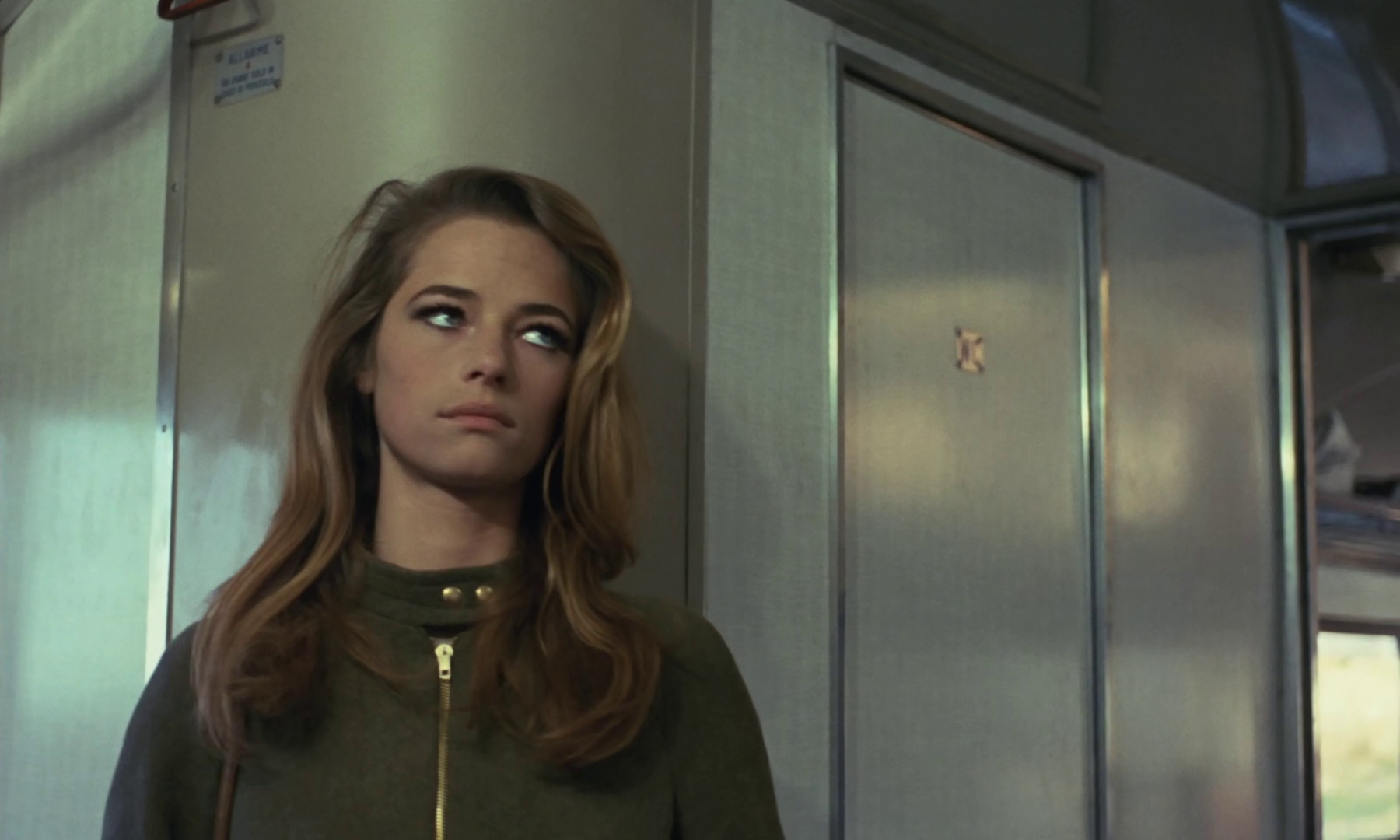
رمپلینگ در فیلم ۱۹۶۸ ساردینیا ربوده شد

- جورجی دختر (۱۹۶۶)
- غروب خدایان (۱۹۶۹)
- افسوس که او یک فاحشه است (۱۹۷۱)
- نقطه گریز (۱۹۷۱)
- هنری هشتم (۱۹۷۲)
- هتلبان شب (۱۹۷۴)
- زاردوز (۱۹۷۴)
- بدرود خوشگل من (۱۹۷۵)
- شرلوک هلمز در نیویورک (۱۹۷۶)
- ارکا (۱۹۷۷)
- خاطرات استارداست (۱۹۸۰)
- حکم (۱۹۸۲)
- قلب فرشته (۱۹۸۷)
- زیر شن (۲۰۰۰)
- فرشته چهارم (۲۰۰۱)
- استخر (۲۰۰۳)
- موش قطبی (۲۰۰۵)
- غریزه اصلی ۲ (۲۰۰۶)
- دکستر (۲۰۰۶)
- بابلیون ای.دی (۲۰۰۸)
- دوشس (۲۰۰۸)
- زندگی در زمان جنگ (۲۰۰۹)
- مالیخولیا (۲۰۱۱)
- صلیب و آسیاب (۲۰۱۱)
- قطار شبانه لیسبون (۲۰۱۳)
- ۴۵ سال (۲۰۱۵)
- اساسینز کرید (۲۰۱۶)
- حس یک پایان (۲۰۱۷)
- گنجشک سرخ (۲۰۱۸)
- تل‌ماسه (۲۰۲۱)
- بندتا (۲۰۲۱)
- تلماسه: بخش دو (۲۰۲۳)